# Украденный год
«Украденный год» («Das gestohlene Jahr») — австрийский драматический фильм 1951 года режиссёра Вильфрида Фрасса.
Фильм снят по сценарию 1940 года, написанному писателем Стефаном Цвейгом совместно со сценаристом Бертольдом Фиртелем. Война помешала реализации, и фильм по сценарию был снят только через 10 лет — уже после смерти писателя. Спустя ещё 40 лет была найдена неоконченная рукопись романа Стефана Цвейга «Кристина Хофленер», начатого ещё задолго до создания сценария, — этот роман, как оказалось, и был в основе сценария.

## Сюжет
- Фильм в основном имеет тот же сюжет, что и роман, но с середины история приобретает другой характер, и у неё — другой финал.

1948 год. Молодая девушка Мари Баумгартнер живет в маленькой деревушке недалеко от Вены, где работает почтовым служащим и ведёт очень скромную жизнь.
Однажды ее приглашают в Травемюнде приехавшая из эмигрирации чрезвычайно богатая тётушка Анна фон Болен. В шикарном курортном городе в роскошном отеле Мари проводит отпуск, и здесь знакомится с начинающим композитором Питером, играющим в оркестре ресторана отеля. Питеру она представляется родственницей богатых фон Боленов. Благодаря общей страсти к музыке между Мари и Питером возникает любовная связь. Но для Мари наступает день, когда она должна вернуться в свою маленькую деревню, нищую серую жизнь — и Мари исчезает.
Через некоторое время она случайно видит Питера в Вене, где он перебивается работой репетитора и играя в богатых домах. Мари, которая всем сердцем верит в талант Питера, на все свои небольшие сбережения тайно через агента финансирует ему концерт. Но агент обманывает её, плохо организовав концерт, который терпит фиаско, он присваивает большую часть выделенных денег, и Мари не может вернуть их — иначе Питер узнает кто устраивал концерт.
В отчаянии Мари обращается за финансовой помощью к тёте, но оказывается, что чета фон Болен погибла в результате несчастного случая.
Теперь Мари ставит всё карту: она берёт из кассы почтового отделения 17 тысяч шиллингов — чтобы дать своему любимому «украденный год», в который он будучи свободным от нужды добывать деньги сможет посвятить себя исключительно музыкальному творчеству.
Пара убегает в Нормандию, где Питер в течение года сочиняет большую симфонию. Мари удаётся привлечь легендарного дирижёра Свенштрома к премьерному исполнению симфонии, после чего, сделав для любимого что могла, она возвращается в Австрию, чтобы добровольно предстать перед полицией и отправится в тюрьму.
Концерт проходит с триумфом, Питер становится признанным композитором, но не может найти Мари…

## В ролях
- Элизабет Хёбарт — Мари
- Оскар Вернер — Питер
- Фита Бенкхофф — Анна фон Болен
- Альберт Флорат — Генри фон Болен
- Хайнц Клингенберг — учитель Брадль
- Курт Юнг — барон Боргштедт
- Тилла Гоман — мадам Йобкель
- Гельмут Пейн — музыкальный агент
- Эвальд Бальзер — дирижёр Олав Свенштром

## Критика
Большая мелодрама с искусным сценарием … Фильм украшает отличная игра, и это иногда компенсирует отсутствие темпа и мелодраматичность.Оригинальный текст (нем.)Een groots melodrama met een vaardig scenario ... De film wordt gesierd door het uitstekende spel en dat compenseert af en toe het gebrek aan tempo en drakerigheid.— VPRO

Экранизация новеллы Стефана Цвейга: послевоенное немецкое кино с хорошими исполнителями.Оригинальный текст (нем.)Verfilmung einer Novelle von Stefan Zweig: deutsches Nachkriegskino mit guten Darstellern.— Zweitausendeins

Какой бы сюжет ни был, многое из этого не вышло. Чтобы столь выдающийся актёрский состав казался неизменно бледным, кроме того, чтобы главная героиня, сыгранная Хёбарт, была сбалансирована, требовалась значительная честность — и при этом тема тогда воспринималась как «смелая».Оригинальный текст (нем.)Was immer der Stoff hergegeben haben mag: viel ist nicht dabei herausgekommen. Eine so herausragende Besetzung durchgängig blass scheinen zu lassen, ohne dass die von Höbarth gespielte Zentralfigur einen Ausgleich schaffen würde, erfordert erheblichen Biedersinn – und dabei wurde das Thema damals als „gewagt“ empfunden.— Die Filmdatenbank Knorr
Отмечается, что фильм остался незамеченным — на тот момент рукопись романа ещё не была найдена, и фильм, хотя его сценарий был написан в соавторстве с самим писателем, не ассоциировался со Стефаном Цвейгом, в отличие от собственно экранизации романа 1989 года «Хмель преображения» вышедшей после опубликования романа в 1982 году.